# 足による投票

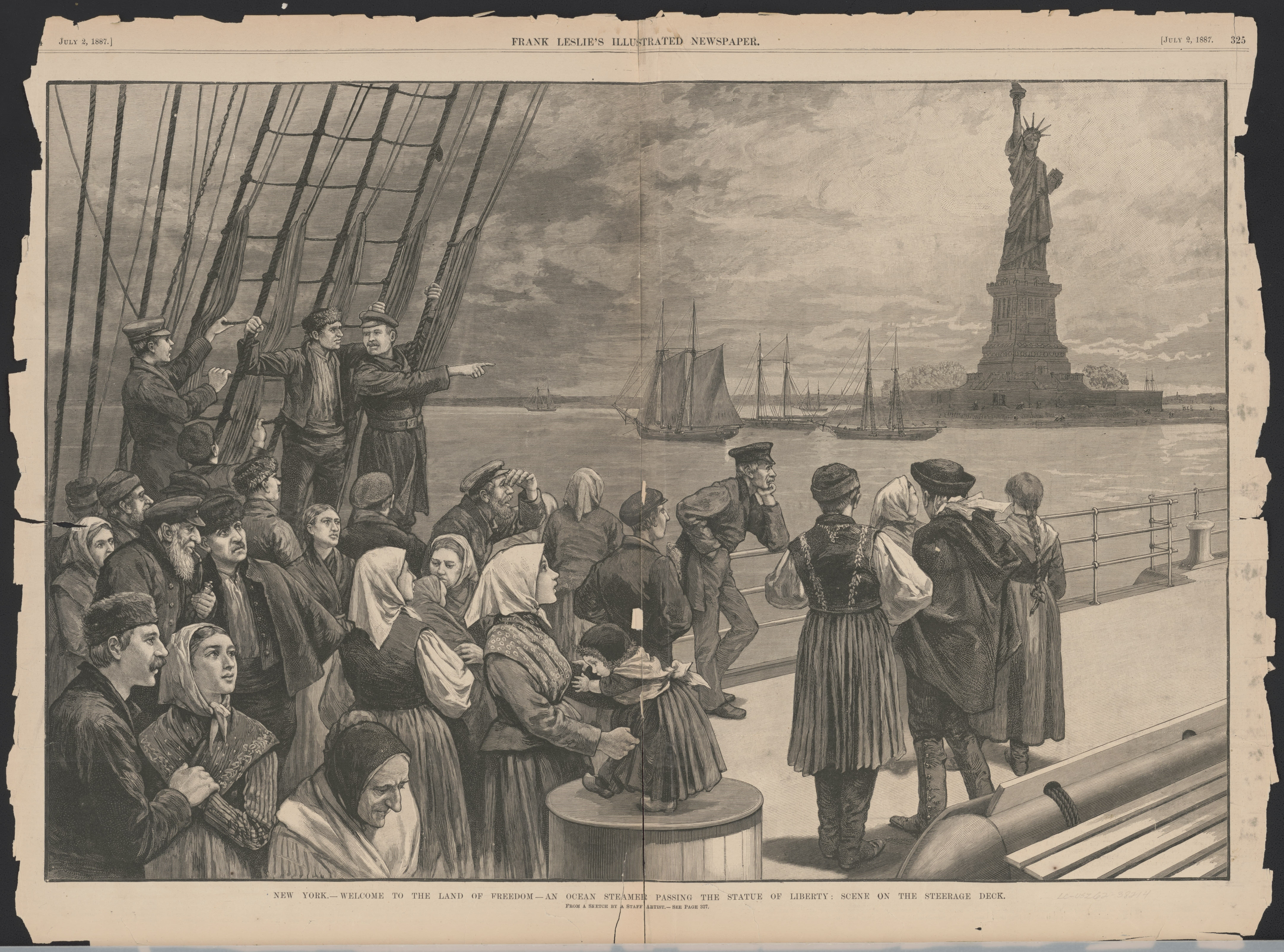
自由の地のニューヨークにある自由の女神の近くを通過する外輪船。

足による投票（あしによるとうひょう、英語: vote with their feet）とは、ある活動やグループに自発的に参加することや、そこから撤退したりすることで、自分の好みを行動で表すことを指す。従来の公職を誕生させるために選挙で投票する「手による投票」に対する言葉であり、足で投票する人は「vote with their feet」と呼ばれる。また、住民が、自分にとって好ましい行政サービスを提供してくれる地方公共団体の地域に、住所を置く形で選択することによって、地方公共団体の納税収入等が変動し、地方自治体間の競争メカニズムが発生するという理論でもある。
法学者のイリヤ・ソミンは、足で投票することを「政治的自由を高めるための手段、つまり国民が自分の住みたい政治体制を選択する能力」と表現している。 共産主義者のウラジーミル・レーニンは、ツァーリ軍を脱走したロシア兵について「彼らは自分の足で投票した」とコメントしている。 また、この概念は、1956年の論文でこれを提唱したチャールズ・ティブー（ただし、彼は「足による投票」という言葉は使っていない）や、アメリカの州間移動を地域の不満足な状況の解決策として提唱したロナルド・レーガンとも関連がある。

## 法と政治
法学者のイリヤ・ソミンによると、足による投票は文字通りの投票所での投票に比べて、効果的に行使するために必要な（市民側の）情報がはるかに少ないことや、その投票者は投票所での投票者よりも関連情報を得るための強い動機付けがあること、そして分権的な連邦制は足による投票を容易にするため、市民の福祉を促進することを主張している。また、ソミンは、足で投票することを用いて、国際法を改正して国境を越えた移住を容易にすることを主張している。法学者のロデリック・M・ヒルズJr.と喬仕彤は、中国を例にとり、投票箱での投票に意味がなければ足での投票は効果がないと主張している。ソミンはこの批判に反論している。

## 文化
足による投票と人間の文化的特徴の普及の因果関係を解明するために、理論生物学のモデルが適用されている。

## 例

### アメリカ
足による投票の最も明確な例の1つは、カリフォルニア州から他の州へ向けた引っ越しの大量流出である。2020年には650,000人がカリフォルニア州を離れ、135,000人の純減となった。カリフォルニア州から他の州への移住を促した動機には、低い税金や手頃な価格の住宅、企業に対する規制の緩和などがある。
逆に、ある場所からではなくある場所に移動する人々の移動の例は、Free State Projectがある。Free State Project(FSP)は、2001年に設立された米国の政治的移住運動である。Free State Project(FSP)は、1つの低人口州(ニューハンプシャーは2003年に選ばれた)に移住するために少なくとも20,000人のリバタリアンを移住させ、その州を自由主義的な考え方の拠点とすることを目的としている。複数の州に分散するのではなく、1つの州に集中することで、リバタリアン党はニューハンプシャーで多くの選挙で勝利している。例えば、2021年にニューハンプシャー・リバティ・アライアンスによってニューハンプシャー州議会の150人の議員がA以上にランクされた。2022年3月現在、約6,232人の参加者がFree State Projectのためにニューハンプシャーに移住している。

## 関連書籍
- 持田信樹「財政学」（東京大学出版会）
- 林正義、小川光、別所俊一郎「公共経済学」（有斐閣）